# MX Player
Amazon MX Player旧称MX Player，是由印度公司MX Media & Entertainment（前身为J2 Interactive）开发的視頻播放軟件和OTT服务平台，它在全球拥有超过2.8亿用户，擁有超过15万小时的12种语言的流媒体库。该軟件目前以广告作為利潤來源，MX Player可以在iOS、Android和网頁上使用。
MX Player于2011年7月18日推出，當時它還只是一款视频播放軟件。它的特点是支持視頻字幕和可离线觀看视频。
2018年，Times Internet以1.4亿美元收购了MX Media & Entertainment的多数股权。
2019年2月20日，MX Player推出了可收看原创节目的OTT服务平台。它拥有来自印度和国际多家电影公司的授权的視頻，包括FilmRise、Sonar Entertainment、Screen Media Films、Goldmine、Hungama Digital Media Entertainment, Shemaroo、派拉蒙影業和索尼娱乐. 。
2019年10月，MX Player在腾讯领投的投资中筹集了1.108亿美元。
早期的MX Player OTT服务仅在印度可用，但在2020年3月，MX Player 宣布在国际上推出其OTT服务，包括美国、加拿大、澳大利亚、英国、巴基斯坦、尼泊尔和孟加拉国。即使在最初，MX 的订阅用户也增长了 4 倍。
2024年6月，亚马逊收购了MX Player。
2024年9月，亚马逊将旗下的免费流媒体服务 Amazon miniTV 更名为Amazon MX Player。

## 外部連結
- Official site